# Silke Beickert
Silke Beickert (* 29. März 1980 in Worms) ist eine deutsche Journalistin und Fernsehmoderatorin.

## Leben
Beickert wuchs im hessischen Biblis (Landkreis Bergstraße) auf. Nach ihrem Abitur studierte sie an der Universität Bayreuth von 1999 bis 2004 Theater- und Medienwissenschaft.
Nach Abschluss ihres Magisterstudiums absolvierte sie von 2006 bis 2007 ein Volontariat beim Deutschen Anleger Fernsehen (DAF). Im Anschluss an ihre Ausbildung wurde sie bis 2011 Hauptmoderatorin von „Börse Live“, dem stündlichen News-Format des DAF.
Von 2009 bis 2011 war sie als Korrespondentin an der Frankfurter Wertpapierbörse für den Nachrichtensender N24 tätig. Sie berichtete für die Formate „Börse am Mittag“ und „Börse am Abend“ sowie in den Nachrichten von N24 über aktuelle Entwicklungen aus der Finanzwelt.
Nach Beendigung ihrer Tätigkeit für das DAF wechselte sie 2011 als Moderatorin zu Sky, wo sie bis 2017 für Sky Sport News HD tätig war. Seit Sommer 2017 arbeitet Silke Beickert für den rbb. Dort moderiert sie die sportlichen Minuten bei rbb UM6, rbb24, der Abendschau und wird auch als Sportreporterin eingesetzt.
Seit August 2017 moderiert sie parallel zu ihrer Tätigkeit beim rbb das RTL-Regionalprogramm „RON TV“, welches in Baden-Württemberg und Rheinland-Pfalz liegenden Teilen der Metropolregion Rhein-Neckar terrestrisch auf DVB-T2 und im Kabelnetz auf dem Kanal von RTL Television zwischen 18 Uhr und 18:30 Uhr ausgestrahlt wird.